# Brady Corbet
Brady James Monson Corbet (Scottsdale, 17 de agosto de 1988) é um ator e cineasta americano. Corbet começou sua carreira atuando em filmes como Thirteen (2003), Mysterious Skin (2004), Funny Games (2007), Martha Marcy May Marlene (2011), Melancholia (2011) e Clouds of Sils Maria (2014). Ele também atuou na quinta temporada da série de ação 24 (2006) e na minissérie da HBO Olive Kitteridge (2015).
Corbet fez sua estreia na direção de longas-metragens com The Childhood of a Leader (2015), que ganhou o Prêmio Luigi De Laurentiis de Filme de Estreia e o Prêmio Orizzonti de Melhor Diretor no 72.º Festival Internacional de Cinema de Veneza. Desde então, dirigiu o drama musical Vox Lux (2018) e o épico histórico The Brutalist (2024), pelo qual ganhou o Leão de Prata no 81º Festival Internacional de Cinema de Veneza e Melhor Diretor no 82º Globo de Ouro.

## Vida e carreira

### Vida pregressa
Corbet era filho único de uma mãe solteira e a considerava a pessoa mais próxima de "um herói".

### 2000–2005
Corbet começou a carreira de ator aos onze anos com um papel de convidado em um episódio de abril de 2000 do The King of Queens da CBS, e ele seguiu com o trabalho de voz na versão em inglês da série de anime japonesa NieA under 7. Nos anos seguintes, ele foi regular em outra série de anime, I My Me! Strawberry Eggs (2001), e ele estrelou como convidado em um episódio de maio de 2002 do seriado Greetings from Tucson da WB. Ele também apareceu em um episódio de maio de 2003 do seriado Oliver Beene da Fox.
Em 2003, Corbet conseguiu seu primeiro papel no cinema quando foi escalado para contracenar com Holly Hunter, Evan Rachel Wood, Nikki Reed, Vanessa Hudgens e Jeremy Sisto em Thirteen, da diretora Catherine Hardwicke.
Após sua estreia no cinema, Corbet estrelou como Alan Tracy, o filho mais novo de um ex-astronauta bilionário (interpretado por Bill Paxton) em Thunderbirds (2004), filme live-action de Jonathan Frakes baseado na série de TV britânica de meados da década de 1960. Corbet mais uma vez dividiu a tela com Hudgens.
Em 2004, o cineasta californiano Gregg Araki o escalou ao lado de Joseph Gordon-Levitt no oitavo filme do diretor, Mysterious Skin. No filme, baseado no romance de 1996 de mesmo nome de Scott Heim, Corbet interpretou Brian Lackey, um adolescente problemático que é atormentado por pesadelos e acredita que pode ter sido abduzido por alienígenas. O filme estreou no Festival de Cinema de Veneza daquele ano e teve um lançamento limitado em 2005.

### 2006–presente
Em 2006, Corbet retornou à televisão com um papel recorrente como Derek Huxley, filho da nova namorada de Jack Bauer (interpretada por Connie Britton) na quinta temporada da série da Fox, vencedora do Emmy e do Globo de Ouro, 24. Corbet desempenhou mais recentemente o papel de Watts no thriller psicológico de 2011, Martha Marcy May Marlene.
Corbet também apareceu no videoclipe da banda de indie rock Bright Eyes "At The Bottom Of Everything" (2005). Em outubro de 2006, ele foi destaque no vídeo do Ima Robot para "Lovers in Captivity", que foi produzido independentemente de sua gravadora Virgin e foi destaque em um artigo da Out Magazine.
Em 2013, Corbet assinou para dirigir seu primeiro longa-metragem The Childhood of a Leader. Estreou na seção Horizontes do 72º Festival Internacional de Cinema de Veneza, onde ganhou o prêmio de Melhor Diretor na seção Horizontes (Orrizonti) do festival. Em 2018, Corbet dirigiu seu segundo longa-metragem Vox Lux, estrelado por Natalie Portman e Jude Law.
Em setembro de 2020, foi relatado que Corbet dirigirá seu terceiro longa-metragem, o drama sobre imigrantes The Brutalist, estrelado por Adrien Brody como o arquiteto László Toth e Felicity Jones como sua esposa Erzsébet.

## Vida pessoal
Desde 2012, Corbet namora a diretora e atriz Mona Fastvold, que conheceu no set de The Sleepwalker. A filha deles nasceu em 2014.

## Filmografia

### Como ator

#### Cinema
| Ano  | Título                           | Personagem              | Notas                                                         |
| ---- | -------------------------------- | ----------------------- | ------------------------------------------------------------- |
| 2003 | Thirteen                         | Mason Freeland          |                                                               |
| 2004 | Mysterious Skin                  | Brian Lackey            |                                                               |
| 2004 | Thunderbirds                     | Alan Tracy              |                                                               |
| 2007 | Funny Games                      | Peter                   |                                                               |
| 2010 | Two Gates of Sleep               | Jack                    | Também editor (com Alistair Banks Griffin)                    |
| 2011 | Martha Marcy May Marlene         | Watts                   |                                                               |
| 2011 | Melancholia                      | Tim                     |                                                               |
| 2012 | Simon Killer                     | Simon                   | Também escritor de histórias (com Antonio Campos e Mati Diop) |
| 2014 | Clouds of Sils Maria             | Piers Roaldson          |                                                               |
| 2014 | Eden                             | Larry                   |                                                               |
| 2014 | Force Majeure                    | Brady                   |                                                               |
| 2014 | Saint Laurent                    | Um investidor americano |                                                               |
| 2014 | The Sleepwalker                  | Ira                     | Também roteirista (com Mona Fastvold)                         |
| 2014 | While We're Young                | Kent Arlington          |                                                               |
| 2014 | Escobar: Paradise Lost           | Dylan Brady             |                                                               |
| 2014 | Le Dos rouge                     | Um espectador           | Sem créditos                                                  |
| 2014 | Gus - Petit oiseau, grand voyage | Willy                   | Papel de voz (dublagem em inglês)                             |

#### Televisão
| Ano  | Título                | Personagem       | Notas                                        |
| ---- | --------------------- | ---------------- | -------------------------------------------- |
| 2000 | The King of Queens    | Stu              | Episódio: "Big Dougie"                       |
| 2003 | Oliver Beene          | Spencer          | Episódio: "Oliver's Best Friend"             |
| 2003 | Greetings from Tucson | Brian            | Episódio: "Eegee's vs. Hardee's"             |
| 2006 | 24                    | Derek Huxley     | Papel recorrente (5ª temporada), 6 episódios |
| 2008 | Law & Order           | Patrick Friendly | Episódio: "Lost Boys"                        |
| 2014 | Olive Kitteridge      | Henry Thibodeau  | Minissérie                                   |

### Como cineasta
Filmes
| Ano  | Título                    | Diretor | Escritor | Produtor | Editor | Notas                         |
| ---- | ------------------------- | ------- | -------- | -------- | ------ | ----------------------------- |
| 2008 | Protect You + Me.         | Sim     | Sim      | Não      | Não    | Curta-metragem                |
| 2013 | All That I Am             | Não     | Não      | Não      | Sim    |                               |
| 2015 | The Childhood of a Leader | Sim     | Sim      | Sim      | Não    | Co-escrito com Mona Fastvold  |
| 2018 | Vox Lux                   | Sim     | Sim      | Não      | Não    | Co-história com Mona Fastvold |
| 2024 | The Brutalist             | Sim     | Sim      | Não      | Não    | Co-escrito com Mona Fastvold  |

Televisão
| Ano  | Título           | Diretor | Escritor | Produtor | Editor | Notas                                                |
| ---- | ---------------- | ------- | -------- | -------- | ------ | ---------------------------------------------------- |
| 2023 | The Crowded Room | Sim     | Não      | Sim      | Não    | Dirigiu 3 episódios Também foi co-produtor executivo |

## Prêmios e indicações
| Prêmio                                     | Ano  | Categoria                                        | Trabalho                  | Resultado |
| ------------------------------------------ | ---- | ------------------------------------------------ | ------------------------- | --------- |
| Oscar                                      | 2025 | Melhor Filme                                     | O Brutalista              | Indicado  |
| Oscar                                      | 2025 | Melhor Direção                                   | O Brutalista              | Indicado  |
| Oscar                                      | 2025 | Melhor Roteiro Original                          | O Brutalista              | Indicado  |
| BAFTA                                      | 2025 | Melhor Filme                                     | O Brutalista              | Indicado  |
| BAFTA                                      | 2025 | Melhor Direção                                   | O Brutalista              | Venceu    |
| BAFTA                                      | 2025 | Melhor Roteiro Original                          | O Brutalista              | Indicado  |
| Prêmios Globo de Ouro                      | 2025 | Melhor Direção                                   | O Brutalista              | Venceu    |
| Prêmios Globo de Ouro                      | 2025 | Melhor Roteiro                                   | O Brutalista              | Indicado  |
| Independent Spirit Awards                  | 2025 | Melhor Direção                                   | O Brutalista              | Indicado  |
| Festival Internacional de Cinema de Veneza | 2015 | Prêmio Luigi De Laurentiis para Filme de Estreia | The Childhood of a Leader | Venceu    |
| Festival Internacional de Cinema de Veneza | 2015 | Prêmio Orizzonti de Melhor Diretor               | The Childhood of a Leader | Venceu    |
| Festival Internacional de Cinema de Veneza | 2018 | Leão de Ouro                                     | Vox Lux                   | Indicado  |
| Festival Internacional de Cinema de Veneza | 2024 | Leão de Ouro                                     | O Brutalista              | Indicado  |
| Festival Internacional de Cinema de Veneza | 2024 | Leão de Prata                                    | O Brutalista              | Venceu    |
| Critics' Choice Movie Awards               | 2025 | Melhor Direção                                   | O Brutalista              | Indicado  |
| Critics' Choice Movie Awards               | 2025 | Melhor Roteiro Original                          | O Brutalista              | Indicado  |
| Prêmios Satellite                          | 2025 | Melhor Direção                                   | O Brutalista              | Venceu    |
| Prêmios Satellite                          | 2025 | Melhor Roteiro                                   | O Brutalista              | Indicado  |
| Gotham Awards                              | 2011 | Melhor Performance de Elenco                     | Martha Marcy May Marlene  | Indicado  |
| Festival Sundance de Cinema                | 2009 | Prêmio de Curta-Metragem - Menção Honrosa        | Protect You + Me          | Venceu    |